# 涧池铺站
涧池铺站是位于陕西省汉阴县涧池镇的一个铁路车站，邮政编码725102。车站建于1977年，有阳安铁路经过该站，现办理客货运业务，车站及其上下行区间均为电气化区段。车站距离阳平关站312公里，隶属西安铁路局，是四等站。

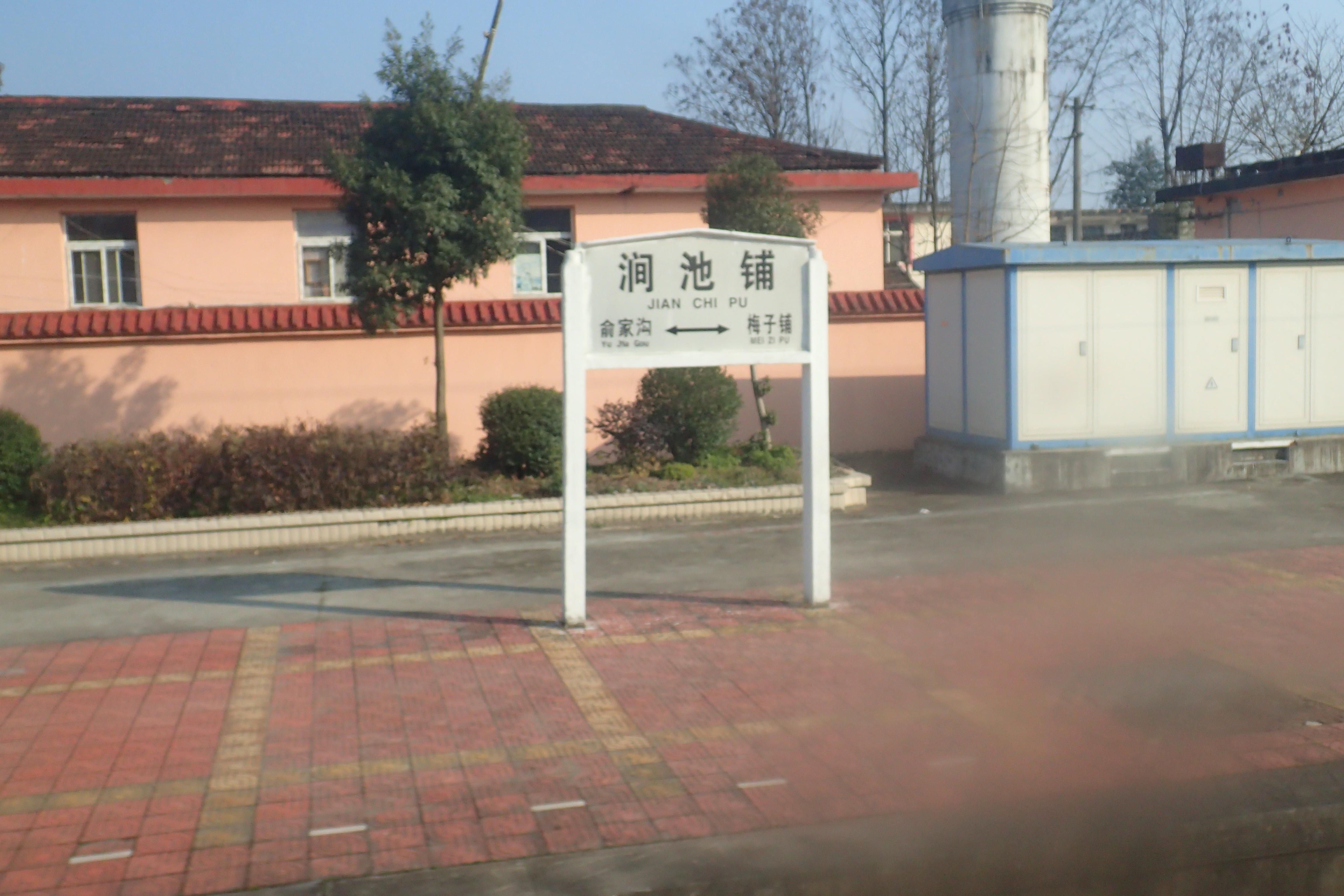
2017年，列车上拍摄的涧池铺站站牌